# Березовское сельское поселение (Мордовия)
Березовское се́льское поселе́ние — упразднённое муниципальное образование в Дубёнском районе Мордовии Российской Федерации.
Административный центр — посёлок Свиносовхоз.

## История
Статус и границы сельского поселения установлены Законом Республики Мордовия от 28 декабря 2004 года № 118-З «Об установлении границ муниципальных образований Дубёнского муниципального района, Дубёнского муниципального района и наделении их статусом сельского поселения и муниципального района».
Упразднено в 2019 году с включением всех населённых пунктов в Дубёнское сельское поселение (сельсовет).

## Население
| 2002 | 2010 | 2012 | 2013 | 2014 | 2015 | 2016 |
| ---- | ---- | ---- | ---- | ---- | ---- | ---- |
| 655  | ↘533 | ↘503 | ↘484 | ↘474 | ↘468 | ↘450 |
| 2017 | 2018 | 2019 |      |      |      |      |
| ↘433 | ↘411 | ↘396 |      |      |      |      |

## Состав сельского поселения
| № | Населённый пункт | Тип населённого пункта | Население |
| - | ---------------- | ---------------------- | --------- |
| 1 | Пашевка          | посёлок                | ↘4        |
| 2 | Свиносовхоз      | посёлок                | ↘461      |
| 3 | Соловьёвка       | посёлок                | ↘10       |
| 4 | Чкалово          | деревня                | ↘58       |